# Mette Warburg
Mette Warburg (Copenhague, 23 de enero de 1926-11 de marzo de 2015) fue una oftalmóloga danesa.

## Biografía
Nació en Copenhague el 23 de enero de 1926. Se graduó por la Universidad de Copenhague en 1952 y obtuvo la certificación de especialista en oftalmología en 1966. Fue profesora asociada de la Universidad de Aarhus entre 1963 y 1965. En 1989 era jefa de servicio del servicio de oftalmología para discapacitados del Hospital Gentofte. Hizo su tesis doctoral sobre la enfermedad de Norrie, a la que ella misma dio nombre e identificó su origen en un defecto del cromosoma X. También hizo aportaciones sobre el diagnóstico diferencial de la microftalmia.
En 1971 revisó la literatura sobre una entidad que describió Arthur Earl Walker y sugirió que podría clasificarse como un nuevo síndrome, actualmente conocido como síndrome de Walker-Warburg. Falleció el 11 de marzo de 2015.